# Morangis (Marne)
Morangis é uma comuna francesa na região administrativa do Grande Leste, no departamento Marne (departamento). Estende-se por uma área de 8,65 km², com 355 habitantes, segundo os censos de 2013, com uma densidade 41 hab/km².